# Distretto di Şenkaya
Il distretto di Şenkaya (in turco Şenkaya ilçesi) è uno dei distretti della provincia di Erzurum, in Turchia.